# Carduus thoermeri
Carduus thoermeri là một loài thực vật có hoa trong họ Cúc. Loài này được Weinm. mô tả khoa học đầu tiên năm 1837.